# Ruonasjávri
Ruonasjávri, enligt tidigare ortografi Ruonasjaure, är en sjö i Gällivare kommun i Lappland och ingår i Luleälvens huvudavrinningsområde. Sjön har en area på 0,662 kvadratkilometer och ligger 666 meter över havet. Sjön avvattnas av vattendraget Ruonasjohka.

## Delavrinningsområde
Ruonasjávri ingår i det delavrinningsområde (754984-155778) som SMHI kallar för Mynnar i Sitasjaure. Medelhöjden är 845 meter över havet och ytan är 16,32 kvadratkilometer. Det finns ett avrinningsområde uppströms, och räknas det in blir den ackumulerade arean 43,58 kvadratkilometer. Ruonasjohka som avvattnar avrinningsområdet har biflödesordning 6, vilket innebär att vattnet flödar genom totalt 6 vattendrag (Sunddegorži, Suorggejohka, Tjävrráädno, Viedásädno, Stora Luleälven och Luleälven) innan det når havet efter 401 kilometer. Avrinningsområdet består mestadels av kalfjäll (83 procent). Avrinningsområdet har 1,25 kvadratkilometer vattenytor vilket ger det en sjöprocent på 7,6 procent.